# Stella cadente (Modà)
Stella cadente è un singolo del gruppo musicale italiano Modà, il quarto estratto dal loro sesto album in studio Passione maledetta, pubblicato il 24 giugno 2016.

## Video musicale
Il video ufficiale del brano, come i tre precedenti singoli estratti da Passione maledetta, è stato girato a New York sotto la regia di Fabrizio De Matteis e Matteo Alberti, e chiude la storia iniziata con E non c'è mai una fine e proseguita in È solo colpa mia e in Passione maledetta.